# کارلو آگوستونی
کارلو آگوستونی (ایتالیایی: Carlo Agostoni; ۲۳ مارس ۱۹۰۹ – ۲۵ ژوئن ۱۹۷۲) شمشیرباز اهل ایتالیا بود.
وی در مسابقات کشوری و بین‌المللی در مجموع برندهٔ ۱ مدال طلا، ۲ مدال نقره، ۱ مدال برنز شده‌است.